# پسران هندی (فیلم ۲۰۱۱)
پسران هندی (به انگلیسی: Desi Boyz) فیلمی است محصول سال ۲۰۱۱ به کارگردانی روهیت داوان است. در این فیلم بازیگرانی همچون آکشی کومار، جان آبراهام، دیپیکا پادوکونه، چیترانگادا سینگ، انوپم کهیر، سانجی دات، اومی وایدیا، موهنیش باهل، ساتیش کایشیک، بهاراتی آچرکار، آشوین موشران، برونا عبدالله ایفای نقش کرده‌اند.